# Elimaea
Elimaea är ett släkte av insekter. Elimaea ingår i familjen vårtbitare.

## Dottertaxa tillElimaea, i alfabetisk ordning[1]
- Elimaea adspersa
- Elimaea aliena
- Elimaea annamensis
- Elimaea apicata
- Elimaea atrata
- Elimaea bakeri
- Elimaea berezovskii
- Elimaea bidentata
- Elimaea brevilamina
- Elimaea brunneri
- Elimaea caricifolia
- Elimaea carispina
- Elimaea cheni
- Elimaea chloris
- Elimaea curvicercata
- Elimaea fallax
- Elimaea filicauda
- Elimaea flavolineata
- Elimaea foliata
- Elimaea grandis
- Elimaea hebardi
- Elimaea himalayana
- Elimaea hoozanensis
- Elimaea hunanensis
- Elimaea insignis
- Elimaea inversa
- Elimaea jacobsoni
- Elimaea klinghardti
- Elimaea kraussi
- Elimaea lamellipes
- Elimaea lampu
- Elimaea lanceolata
- Elimaea leeuweni
- Elimaea lii
- Elimaea longicercata
- Elimaea longifissa
- Elimaea macra
- Elimaea malayica
- Elimaea maninjauensis
- Elimaea marmorata
- Elimaea megalopygmaea
- Elimaea melanocantha
- Elimaea mentaweii
- Elimaea minor
- Elimaea modiglianii
- Elimaea moultoni
- Elimaea nautica
- Elimaea neglecta
- Elimaea nigrosignata
- Elimaea obtusilota
- Elimaea parumpunctata
- Elimaea parva
- Elimaea pentaspina
- Elimaea poaefolia
- Elimaea pseudochloris
- Elimaea puncticosta
- Elimaea punctifera
- Elimaea robinsoni
- Elimaea rosea
- Elimaea roseoalata
- Elimaea schenklingi
- Elimaea schmidti
- Elimaea securigera
- Elimaea semicirculata
- Elimaea setifera
- Elimaea siamensis
- Elimaea signata
- Elimaea sinuata
- Elimaea spinigera
- Elimaea subcarinata
- Elimaea sumatrana
- Elimaea terminalis
- Elimaea thaii
- Elimaea theopoldi
- Elimaea transversa
- Elimaea triticifolia
- Elimaea tympanalis
- Elimaea verrucosa
- Elimaea willemsei
- Elimaea yaeyamensis